# Smittina pseudoacutirostris
Smittina pseudoacutirostris is een mosdiertjessoort uit de familie van de Smittinidae. De wetenschappelijke naam van de soort is voor het eerst geldig gepubliceerd in 1957 door Gostilovskaya.